# Piotr Paweł Gach
Piotr Paweł Gach (ur. 1 czerwca 1943 w Pilicy) – polski historyk, nauczyciel akademicki, doktor habilitowany nauk humanistycznych, profesor nadzwyczajny KUL. 

## Życiorys
Absolwent Katolickiego Uniwersytetu Lubelskiego (mgr - 1969, promotor: Jerzy Kłoczowski). Doktorat w 1979 (Kasaty zakonów na ziemiach polskich w końcu XVIII i w XIX w.,; promotor: Jerzy Kłoczowski) na KUL. Habilitacja w 2000 tamże (Struktury i działalność duszpasterska zakonów męskich na ziemiach dawnej Rzeczypospolitej i Śląska w latach 1773-1914). Był redaktorem naczelnym pisma "Mikrus Dziennikarski. Pismo Oddziału Lubelskiego Katolickiego Stowarzyszenia Dziennikarzy" (Lublin 1994-1999). Od 2000 był kierownik Katedry Historii Wychowania w Instytucie Pedagogiki KUL. Od 2001 profesor nadzwyczajny w Instytucie Pedagogiki na Wydziale Nauk Społecznych KUL

## Wybrane publikacje
- Mienie polskich zakonów i jego losy w XIX wieku, Rzym 1979.
- Geografia strat zakonów polskich w końcu XVIII i w XIX wieku, Rzym 1980.
- Braterskie spotkania historyków Białorusi, Litwy, Polski i Ukrainy 1990-1992, Lublin: nakład autora 1993.
- Otwórz Twój skarbiec ... : antologia modlitwy za Ojczyznę, wstęp i oprac. Piotr Paweł Gach, Kraków: WAM 1995.
- Struktury i działalność duszpasterska zakonów męskich na ziemiach dawnej Rzeczypospolitej i Śląska w latach 1773-1914, Lublin: Redakcja Wydawnictw KUL 1999.
- Na początku był lipiec: materiały z sympozjum naukowo-historycznego KUL, 7 czerwca 2005, pod red. Piotra P. Gacha, Lublin: Zarząd Regionu Środkowowschodniego NSZZ „Solidarność” 2005.
- Le soppressioni dei Regolari (1773-1914) nella cartografia e nella recente storiografia polacca, Bari: Cacucci 2005.
- Stąd ruszyła lawina... : Region Środkowowschodni NSZZ „Solidarność” 1980-1989, red. nauk. Piotr Paweł Gach, Lublin: Norbertinum Wydawnictwo - Drukarnia - Księgarnia 2006.
- Vir honestus ac bonus Stanisław Litak 1932-2010, red. Piotr Paweł Gach, Marian Surdacki, Lublin: Towarzystwo Naukowe Katolickiego Uniwersytetu Lubelskiego Jana Pawła II : Katolicki Uniwersytet Lubelski Jana Pawła II 2011.